# Guilin Liangjiang International Airport
Guilin Liangjiang International Airport är en flygplats i Kina. Den ligger i den autonoma regionen Guangxi, i den södra delen av landet, omkring 320 kilometer nordost om regionhuvudstaden Nanning.
Runt Guilin Liangjiang International Airport är det ganska tätbefolkat, med 80 invånare per kvadratkilometer. I omgivningarna runt Guilin Liangjiang International Airport växer huvudsakligen savannskog.
Genomsnittlig årsnederbörd är 2 379 millimeter. Den regnigaste månaden är juni, med i genomsnitt 483 mm nederbörd, och den torraste är oktober, med 58 mm nederbörd.